# Union Mill (Virginie)
Union Mill est une census-designated place située dans le comté de Fairfax, dans l’État de Virginie, aux États-Unis. Lors du recensement de 2020, elle comptait 4 997 habitants.